# 摩洛哥阿拉伯航空
摩洛哥阿拉伯航空（阿拉伯语：‎）是一家摩洛哥的廉价航空公司，是阿拉伯航空和数个摩洛哥投资者共同组成的一家合资企业。总部设在卡萨布兰卡穆罕默德五世国际机场的到港航站楼。摩洛哥阿拉伯航空于2009年4月创立，并于同年5月正式开始运营。其运营的线路包括从卡萨布兰卡出发飞往布鲁塞尔、伦敦、马赛、米兰和巴黎。